# Loren Dean
Loren Dean Jovicic (n. 31 de julio de 1969 en Las Vegas, Nevada, Estados Unidos) es un actor estadounidense que ha aparecido en el escenario y en películas destacadas. 

## Biografía
Loren Dean Jovicic nació en Las Vegas, Nevada. Su madre trabajo en la familia y su padre estaba en el negocio de la ropa. Sus padres se divorciaron cuando él era muy pequeño. Su madre obtuvo la custodia de Loren, y la familia se mudó a Los Ángeles, California. Al visitar a su padre, los dos iba a menudo a ver películas ya que a Loren tenía un gran amor por el cine. Se graduó en 1986 en Santa Monica High School.

## Filmografía
- Plain Clothes (1988)
- Say Anything... (1989)
- Billy Bathgate (1991)
- 1492: Conquest of Paradise (1992)
- J.F.K.: Reckless Youth (1993) (miniseries)
- The American Clock (1993)
- Apollo 13 (1995)
- The Passion of Darkly Noon (1995)
- Mrs. Winterbourne (1996)
- How to Make an American Quilt (1996)
- Gattaca (1997)
- The End of Violence (1997)
- Rosewood (1997)
- Enemy of the State (1998)
- Starstruck (1998)
- Mumford (1999)
- Space Cowboys (2000)
- The War Bride (2001)
- Bones (2006–08) (TV)
- The Bronx Is Burning (2007) (TV)
- The Poker Club (2008)
- Reservations (2008)
- Middletown (2009)
- Conviction (2010)
- Who is Simon Miller? (2011)[3]
- The Mule (2018)
- Ad Astra (2019)